# پیپیلوتی ریشت
پیپیلوتی ریشت (آلمانی: Pipilotti Rist؛ زادهٔ ۲۱ ژوئن ۱۹۶۲) یک هنرمند، عکاس، کارگردان فیلم، فیلم‌نامه‌نویس، خواننده و فیلم‌بردار اهل سوئیس است.
شهرت او به واسطهٔ خلق آثار تجربی در زمینهٔ هنر ویدئویی و هنر اینستالیشن است و هنرش را غالباً فراواقع‌گرایی، انتزاعی و فمینیستی می‌دانند.
پیپیلوتی ریست الیزابت ریست در گرابس در دره راین متولد شد. پدرش پزشک و مادرش معلم است. قبل از تحصیل در رشته هنر و فیلم، ریست به مدت یک ترم در رشته فیزیک نظری در وین تحصیل کرد. از سال ۱۹۸۲ تا ۱۹۸۶ ریست در دانشگاه هنرهای کاربردی وین در وین هنرهای تجارتی، تصویرگری و عکاسی را تحصیل کرد. وی بعداً در مدرسه طراحی بازل، سوئیس، فیلم خواند. وی از سال ۱۹۸۸ تا ۱۹۹۴ عضو گروه موسیقی و گروه نمایشی Les Reines بود. در سال ۱۹۹۷، اولین بار کارهای وی در دوسالانه ونیز به نمایش درآمد، جایی که وی جایزه Premio 2000 را دریافت کرد. از سال ۲۰۰۲ تا ۲۰۰۳، توسط پروفسور پل مک‌کارتی برای تدریس در UCLA به عنوان عضو هیئت علمی بازدید کننده دعوت شد. از تابستان ۲۰۱۲ تا تابستان ۲۰۱۳، ریست یک شنبه را در سامرست گذراند. ریست با شریک زندگی خود بالز روث، یک کارآفرین، در زوریخ سوئیس زندگی و کار می‌کند. او و روت یک پسر به نام هیمالیا دارند. اولین فیلم بلند او، Pepperminta، در شصت و ششمین جشنواره بین‌المللی فیلم ونیز در سال ۲۰۰۹ به نمایش جهانی درآمد. او خلاصه داستان را چنین عنوان کرد: «یک زن جوان و دوستانش در تلاش برای یافتن ترکیبات رنگی مناسب و با این رنگ‌ها می‌توانند افراد دیگر را از ترس خلاص کنند و زندگی را بهتر کنند.»
ریست در مقاله مرور نمایشگاه Guardian 2011، فمینیسم خود را توصیف می‌کند: "از نظر سیاسی ،" او می‌گوید، "من یک فمینیست هستم، اما شخصاً نیستم. برای من، تصویر یک زن در هنر من فقط برای زنان نیست: او مخفف همه انسانها است. امیدوارم یک پسر جوان بتواند به اندازه هر زنی از هنر من استفاده کند. "

## زندگی شخصی
ریست در زوریخ، سوئیس، همراه با شریک زندگی‌اش بالز راث، کارآفرین، زندگی و کار می‌کند. این زوج یک پسر به نام هیماالیا دارند.